# سایشی لبی‌دندانی واک‌دار
سایشی لبی‌دندانی واکدار یک صامت است که در گفتار برخی از زبان‌های جهان به کار می‌رود. نماد این همخوان در الفبای آوانگاری بین‌المللی ⟨v⟩ است. در فارسی این همخوان با «و» نشان داده می‌شود. 